# Kot-vallei
De Kot-vallei is een vallei (dal) ten zuiden van Mojstrana behorende bij de gemeente Kranjska Gora in de regio Gorenjska gelegen in de Julische Alpen in het zuidwesten van Slovenië.
In de omgeving ligt het dorp Zgornja Radovna en de berg Triglav en de Rž bij de hut Dom Valentina Stanica in het Triglav Nationaal Park. 